# James Dunbar
James Ralph Dunbar (Crawfordsville, 17 luglio 1930 – 14 maggio 2018) è stato un canottiere statunitense.

## Palmarès

### Olimpiadi
- 1 medaglia:
  - 1 oro (Helsinki 1952 nell'otto)